# Willi Wehrle
Willi Wehrle, alias Louis Lefort, est un résistant Français, né le 25 juin 1915 à Constance et mort pour la France le 8 avril 1945. Entré dans la résistance en 1944, après avoir fui le régime nazi, il est arrivé dans la commune de Fouquières-lez-Béthune la même année.

## Biographie
Willi Wehrle est né à Constance, en Allemagne le 25 juin 1915. Il est arrivé en France après avoir fui le régime nazi en 1944, puis a rejoint la résistance le 10 juin 1944. Il est arrivé dans la commune de Fouquières-lez-Béthune le 29 juillet de cette même année, où il y établira domicile jusqu'à sa mort le 8 avril 1945.
Il est inhumé à la nécropole nationale du Pétant à Montauville (Meurthe-et-Moselle).

### Résistance
Willi Wehrle, alias Louis Lefort, a œuvré dans le réseau Sylvestre Farmer WO de résistance, un réseau fondé en 1942 et dirigé par Michael Trotobas, aussi connu sous le nom de "Capitaine Michel". Le groupe WO a principalement organisé un grand nombre de sabotages industriels et ferroviaires contre les allemands, en agissant dans le nord de la France. Le réseau WO comptera jusqu'à 8 000 membres à la Libération. Après la mort du Capitaine Michel, la tête du réseau a été reprise par Pierre Séailles.
Bien que les actes de sabotage ne soient pas enregistrés de manière nominative, il est fort probable que Louis Lefort ait participé, dans la nuit du 26 au 27 août 1944, au sabotage des voies ferrées essentielles à l'ennemi. Ces actions ont été réalisées sur trois secteurs différents, avec plus de 200 membres de la résistance.

## Hommages
La commune de Fouquières-lez-Béthune, dans laquelle a résidé Wehrle, a inauguré le 5 mai 2024 un parc en son honneur. Une plaque commémorative se trouve également à côté du monument aux morts de la commune.